# Горки (Крым)
Го́рки (до 1948 года Кильбуру́н; укр. Гірки, крымскотат. Qıl Burun, Къыл Бурун) — упразднённое село в Симферопольском районе Крыма, включённое в состав Пионерского. Сейчас — часть этого села, лежащая на правом берегу Салгира, по балке Кошевая.

## История
Первое документальное упоминание села встречается в Камеральном Описании Крыма… 1784 года, судя по которому, в последний период Крымского ханства Кылбурун входил в Ехары Ичкийский кадылык Акмечетского каймаканства. После присоединения Крыма к России (8) 19 апреля 1783 года, (8) 19 февраля 1784 года, именным указом Екатерины II сенату, на территории бывшего Крымского Ханства была образована Таврическая область и деревня была приписана к Симферопольскому уезду. После Павловских реформ, с 1796 по 1802 год, входила в Акмечетский уезд Новороссийской губернии. По новому административному делению, после создания 8 (20) октября 1802 года Таврической губернии, Кильбурун был включён в состав Эскиординской волости Симферопольского уезда.
По Ведомости о всех селениях в Симферопольском уезде состоящих с показанием в которой волости сколько числом дворов и душ… от 9 октября 1805 года в деревне Кильбурун числилось 15 дворов и 132 жителя, исключительно крымских татар. На военно-топографической карте генерал-майора Мухина 1817 года Кильбурун обозначен с 9 дворами. Сокращение населения могло быть связано с эмиграциями татар в Турцию. После реформы волостного деления 1829 года Киль-Бурун, согласно «Ведомости о казённых волостях Таврической губернии 1829 года», остался в составе преобразованной Эскиординской волости. На карте 1836 года в деревне 7 дворов, а на карте 1842 года Кильбурун обозначен условным знаком «малая деревня» (это означает, что в нём насчитывалось менее 5 дворов). По свидетельству Франца Мартыновича Домбровского 1850 года в деревне Кильбурун размещалось имение бывшего Таврического губернатора Николая Ивановича Перовского.
В 1860-х годах, после земской реформы Александра II, деревню приписали к Сарабузской волости. В «Списке населённых мест Таврической губернии по сведениям 1864 года», составленном по результатам VIII ревизии 1864 года, Кильбурун — владельческая татарская деревня, с 15 дворами и 73 жителями, при рекѣ Салгирѣ (на трёхверстовой карте 1865—1876 годов в деревне Кильбурун показано 7 дворов). В «Памятной книге Таврической губернии 1889 года», включившей результаты Х ревизии 1887 года, записан Киль-Бурун с 23 дворами и 115 жителями.
После земской реформы 1890-х годов, Киль-Бурун отнесли к Подгородне-Петровской волостии. По «…Памятной книжке Таврической губернии на 1892 год» в деревне Кильбурун, входившей в Подгородне-Петровское сельское общество, числилось 95 жителей в 12 домохозяйствах. На верстовой карте 1892 года в Кильбуруне обозначено 17 дворов с русско-татарским населением. По «…Памятной книжке Таврической губернии на 1902 год» в деревне Кильборун, входившей в Подгородне-Петровское сельское общество, числилось 199 жителей в 24 домохозяйствах. По Статистическому справочнику Таврической губернии. Ч.II-я. Статистический очерк, выпуск шестой Симферопольский уезд, 1915 год, в деревне Киль-Бурун и одноимённой экономии Н. Ф. Зефиропуло Подгородне-Петровской волости Симферопольского уезда числилось 26 дворов с русским населением в количестве 85 человек приписных жителей и 25 — «посторонних», из которых 60 мужчин и 50 женщин. Жители владели 60 десятинами земли. В хозяйствах имелось 55 лошадей, 25 коров и 120 голов мелкого скота.
После установления в Крыму Советской власти, по постановлению Крымревкома от 8 января 1921 года была упразднена волостная система, и село включили в состав Подгородне-Петровского района. 11 октября 1923 года, согласно постановлению ВЦИК, в административное деление Крымской АССР были внесены изменения, в результате которых был ликвидирован Подгородне-Петровский район и образован Симферопольский район, в состав которого и включили Кильбурун. Согласно Списку населённых пунктов Крымской АССР по Всесоюзной переписи 17 декабря 1926 года, в селе Кильбурун, Джалман-Кильбурунского сельсовета (к 1940 году преобразованному в Джалманский) Симферопольского района, числилось 59 дворов, из них 54 крестьянских, население составляло 259 человек, из них 175 русских, 68 греков, 4 немцев, 3 украинцев, 1 татарин, 5 записаны в графе «прочие».
В 1944 году, после освобождения Крыма от фашистов, согласно Постановлению ГКО № 5984сс от 2 июня 1944 года, 27 июня крымские греки были депортированы в Среднюю Азию и на Урал. 12 августа 1944 года было принято постановление № ГОКО-6372с «О переселении колхозников в районы Крыма» и в сентябре 1944 года в район приехали первые новоселы (214 семей) из Винницкой области, а в начале 1950-х годов последовала вторая волна переселенцев из различных областей Украины. С 25 июня 1946 года Кильбурун в составе Крымской области РСФСР. Указом Президиума Верховного Совета РСФСР от 18 мая 1948 года село Кильбурун переименовали в Горки. 26 апреля 1954 года Крымская область была передана из состава РСФСР в состав УССР. Решением Крымоблисполкома от 8 сентября 1958 года № 834 Горки объединены с Пионерским (согласно справочнику «Крымская область. Административно-территориальное деление на 1 января 1968 года» — в период с 1954 по 1968 год).

### Динамика численности населения
| - 1805 год — 132 чел. - 1864 год — 73 чел. - 1889 год — 23 чел. - 1892 год — 95 чел. | - 1902 год — 199 чел. - 1915 год — 85/25 чел. - 1926 год — 259 чел. |